# Henri Dutilleux
Henri Paul Julien Dutilleux (ur. 22 stycznia 1916 w Angers, zm. 22 maja 2013 w Paryżu) – francuski kompozytor i pedagog.

## Życiorys
W latach 1933–1936 studiował w Konserwatorium Paryskim, m.in. pod kierunkiem Philippe’a Gauberta (dyrygenturę), Maurice’a Emmanuela (historię muzyki) i Henri Bussera (kompozycję). Pracował m.in. jako kierownik działu ilustracji muzycznych rozgłośni Office de Radiodifussion-Télévision Française (ORTF). Od 1961 wykładał kompozycję w École Normale de Musique, od 1970 w konserwatorium paryskim. Był m.in. członkiem komitetu wykonawczego Międzynarodowej Rady Muzyki UNESCO.
Odznaczony Krzyżem Wielkim Legii Honorowej (2004) oraz monakijskim Orderem Świętego Karola w stopniu Komandora (1998).

## Twórczość
Był twórcą utworów na orkiestrę (m.in. dwóch symfonii, 1951 i 1959), utworów kameralnych, fortepianowych, wokalno-instrumentalnych. Tworzył także muzykę do baletu, na potrzeby teatru, filmu i telewizji. Do najbardziej znanych kompozycji Dutilleux obok wspomnianych symfonii należą koncert wiolonczelowy Tout un monde lointain (1969), zbiór utworów Ainsi la nuit na kwartet smyczkowy (1976), koncert skrzypcowy L’arbre des Songes (1985). Sonatę fortepianową z 1948, którą oznaczył opus 1, skomponował specjalnie dla żony, pianistki Geneviève Joy.
Dutilleux tworzył we własnym awangardowym stylu, niezależnym od współczesnych nurtów. Uważany jest za kontynuatora francuskiej tradycji kompozytorskiej Maurice’a Ravela, Claude’a Debussy’ego i Alberta Roussela. Za swoje prace otrzymał wiele nagród, m.in. Grand Prix de Rome (1938, za kantatę L’anneau du roi), Prix du Portique (1953), Grand Prix National de Musique (1967), Ernst von Siemens Musikpreis (2005).